# Bujanka puszysta
Bujanka puszysta (Bombylius posticus) – gatunek muchówki z rodziny bujankowatych i podrodziny Bombyliinae. Zamieszkuje krainę palearktyczną od Półwyspu Iberyjskiego po Azję Środkową.

## Taksonomia
Gatunek ten opisany został po raz pierwszy w 1804 roku przez Johanna Wilhelma Meigena pod nazwą Bombylius micans. Lokalizacja typowa znajduje się we Francji. Nazwa ta została jednak wykorzystana już w 1798 roku przez Johana Christiana Fabriciusa, w związku z czym autor ten wprowadził nową nazwę Bombylius posticus w 1805 roku. Przez długi czas gatunek znany był również pod synonimiczną nazwą Bombylius vulpinus wprowadzoną przez Christiana R.W. Wiedemanna w publikacji Meigena z 1820 roku.

## Morfologia
Muchówka ta osiąga od 6,5 do 12 mm długości ciała o zwartej budowie. W całości porośnięta jest puszystym i długim owłosieniem o barwie złocistej, a na wierzchołku odwłoka białej.
Głowa jest dość mała, znacznie węższa od tułowia, w widoku bocznym mniej więcej trójkątna. Oczy złożone u samic są szeroko rozstawione, u samców zaś stykają się ze sobą na odcinku znacznie dłuższym od wysokości wzgórka przyoczkowego. Na tylnej krawędzi oczu brak jest wystających, czarnych szczecinek zaocznych. Twarz jest opylona, owłosiona skąpo. U samca policzki są czarne, zaś u samicy żółte. Czułki są wąsko rozstawione i mniej więcej tak długie jak głowa. Owłosienie czułków obecne jest tylko na członie pierwszym i drugim, u samicy jest głównie żółte, u samca czarne z wmieszanymi włoskami żółtymi tylko na spodzie. Aparat gębowy ma długi, smukły, sterczący ku przodowi ryjek i dość krótkie głaszczki.
Tułów jest krótki i szeroki, obficie owłosiony, po bokach bledziej niż na śródpleczu. Białawe łuseczki tułowiowe mają żółte włoski na brzegach. Przed nasadami skrzydeł rosną dwie lub trzy szczecinki żółte. Skrzydło jest przezroczyste z przyciemnieniem przy krawędzi kostalnej, pozbawione nakrapiania. Przezmianki mają ciemne główki. Odnóża mają brązowożółte nasady stóp, golenie i wierzchołki ud, zaś pozostałe części czarne.
Odwłok jest krótki i szeroki, szerszy od tułowia. Złociste owłosienie sięga do tergitu trzeciego, dalej jest białe. Samica ma na krawędzi drugiego tergitu rządek czarnych włosków.

## Ekologia i występowanie
Owad ten zasiedla pobrzeża lasów, polany leśne, murawy kserotermiczne i napiaskowe, ogrody, skalniaki, przydroża i przytorza. Osobniki dorosłe aktywne są od kwietnia do lipca. Odwiedzają kwiaty celem żerowania na nektarze. Latają nisko, lotem zygzakowatym. Chętnie przysiadają na nasłonecznionych powierzchniach. Larwy są parazytoidami pszczół samotnic.
Gatunek palearktyczny. W Europie znany jest z Portugalii, Hiszpanii, Francji, Belgii, Niemiec, Szwajcarii, Austrii, Włoch, Danii, Polski, Czech, Słowacji, Węgier, Ukrainy, Mołdawii, Rumunii, Bułgarii, Słowenii, Chorwacji, Bośni i Hercegowiny, Albanii, Macedonii Północnej, Grecji oraz europejskiej części Rosji. W Afryce Północnej zamieszkuje Maroko, Algierię, Tunezję i Egipt. W Azji znany jest z Cypru, Turcji, Syrii, Gruzji, Armenii, Azerbejdżanu, Kazachstanu, Uzbekistanu, Turkmenistanu, Tadżykistanu, Iraku, Iranu i Afganistanu.